# Zehentstadel (Beratzhausen)

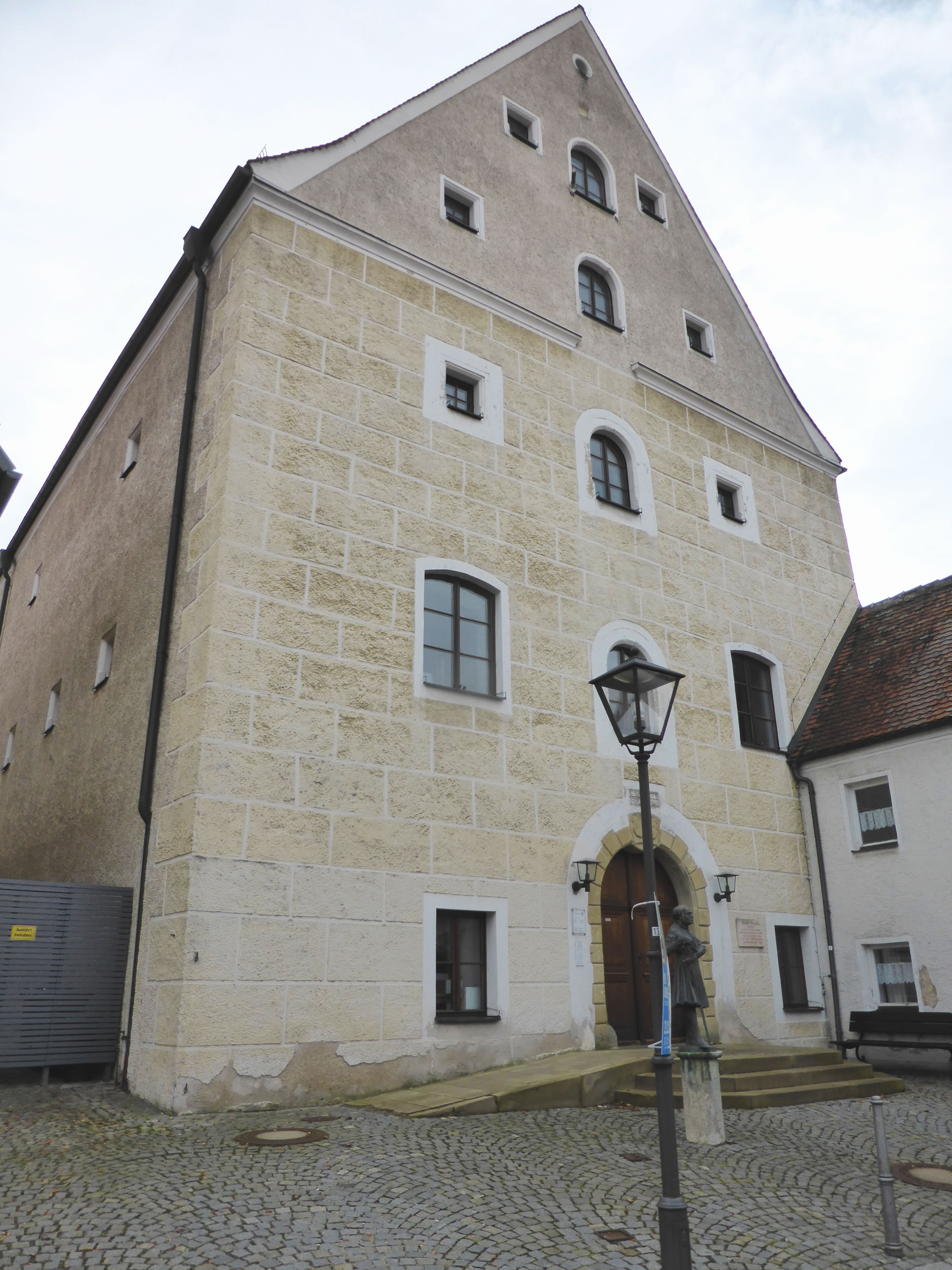
Zehentstadel von Beratzhausen

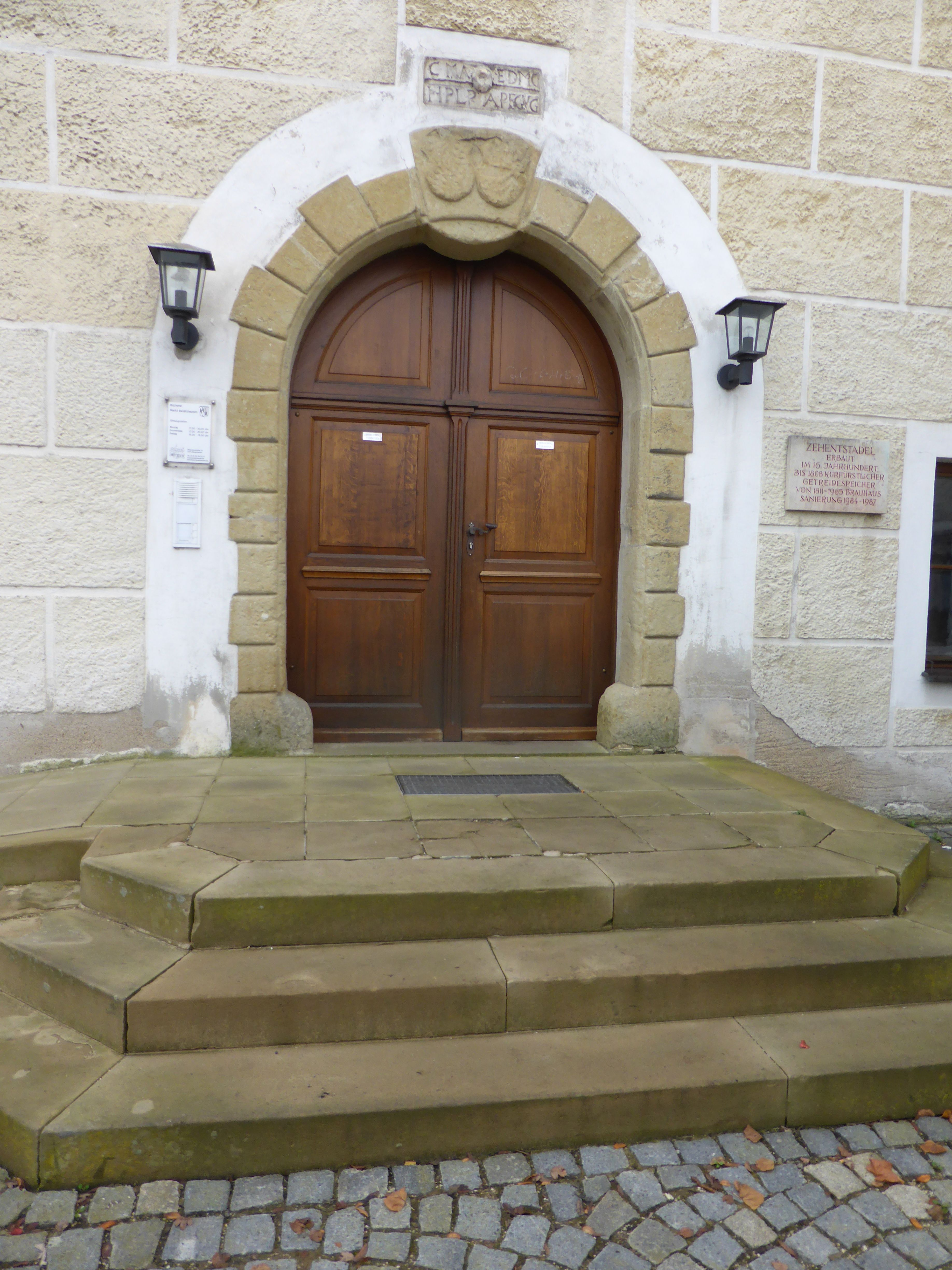
Portal des Zehentstadels von Beratzhausen

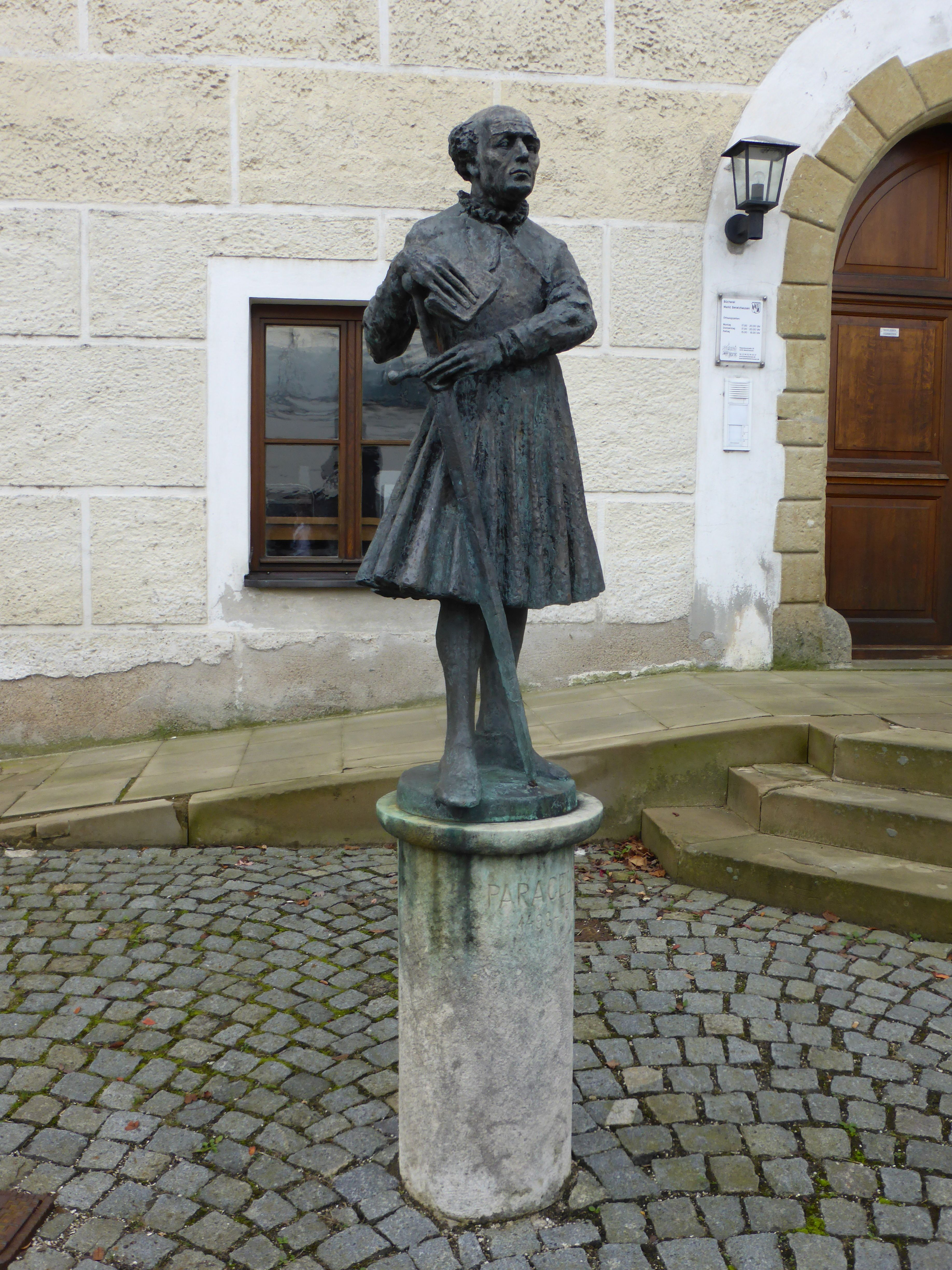
Paracelsusdenkmal vor dem Zehentstadel in Beratzhausen

Der Zehentstadel von Beratzhausen (Paracelsusstraße 29) ist das frühere Kastenamt der Herrschaft Ehrenfels.

## Baubeschreibung
Der Zehentstadel ist ein dreigeschossiger Satteldachbau mit einem zweigeschossigen Giebel. Er wurde im 16. Jahrhundert errichtet und um 1811 umgebaut; aus dieser Zeit stammt das klassizistische Portal. Er enthält historische Balkendecken, die auf eichenen Stützpfeilern mit verzierten Sattelhölzern ruhen. Das Dach ist in seiner ursprünglichen Form erhalten; die Fensteröffnungen sind mit Sandsteingewändern versehen. Die Ausmaße betragen der Breite nach 45 Schuh (ca. 15 m) und der Länge nach 95 Schuh (ca. 30 m).

## Geschichte
Bereits 1562 war von einem „wohlerbauten Kastenhaus“ die Rede, womit das Kastenamt der Stauffer zur Einlagerung von „Gült und Zehent“ gemeint war. 1544 schätzte man die Getreideeinnahmen auf 320 Gulden, die Einnahmen aus Grundsteuern waren in etwa gleich hoch. Das Tor enthält im Schlussstein das Wappen von Pfalz-Neuburg und von Jülich, darüber befindet sich die Jahreszahl „1599“ und die Buchstaben 
„C.M.A.E.D.M.C.H.P.L.P.A.P.E.G.V.G.“ Diese Inschrift kann gedeutet werden als Christum meum asylum et deus mea consolatia. Herzog Philipp Ludwig Pfalzgraf, Anna Pfalzgräfin, eine geborene von Jülich. Die Inschrift deutet auf den Übergang des stauffschen Kastenamtes der Herrschaft Ehrenfels an das Herzogtum Pfalz-Neuburg hin. Die fürstlichen Beamten verlangten nun weniger Naturalzins, sondern die Steuern waren in Geld zu entrichten. Damit wurde der Zehentstadel zum fürstlichen Finanzamt. Das Gebäude wurde 1788 instand gesetzt.
1805 verkaufte der Staat den „Getreidekasten“ an die Brauerei Engl und er wurde bis 1965 als Brauhaus genutzt. 1982 wurde das Gebäude von Brauereibesitzer Wiendl der Marktgemeinde Beratzhausen geschenkt. 1983 bis 1987 wurde der Zehentstadel revitalisiert. Er enthält nun im Erdgeschoss ein „Haus des Gastes“ und das Verkehrsamt, im ersten Stock ist ein Festsaal (Bürgersaal) und ein geräumiger Sitzungssaal, im zweiten Obergeschoss ist die Bücherei untergebracht. Das renovierte Gebäude wurde am 27. November 1987 mit einem Festakt an die Bürgerschaft übergeben. Dort finden regelmäßig kulturelle Veranstaltungen sowie in der Adventszeit vor dem Zehentstadel ein Weihnachtsmarkt statt.
Vor dem Eingang befindet sich eine Bronze-Skulptur des Naturheilers Paracelsus, der einige Zeit am Hof der Stauffer in Beratzhausen verbracht hatte.